# Khalifa Keita
Khalifa Keita, död 1275, var en afrikansk härskare. Han var Mansa, monark, i Maliriket mellan cirka 1274 och 1275.